# Гангрі-Горс (Монтана)
Гангрі-Горс (англ. Hungry Horse) — переписна місцевість (CDP) в США, в окрузі Флетгед штату Монтана. Населення — 828 осіб (2020).

## Географія
Гангрі-Горс розташоване за координатами 48°23′2″ пн. ш. 114°3′53″ зх. д. / 48.38389° пн. ш. 114.06472° зх. д. (48.383808, -114.064861).  За даними Бюро перепису населення США в 2010 році переписна місцевість мала площу 3,85 км², з яких 3,71 км² — суходіл та 0,14 км² — водойми.

## Демографія
Згідно з переписом 2010 року, у переписній місцевості мешкало 826 осіб у 359 домогосподарствах у складі 211 родини. Густота населення становила 215 осіб/км².  Було 637 помешкань (166/км²).
Расовий склад населення:
| - 93,6 % — білих - 1,6 % — корінних американців - 0,7 % — азіатів |

До двох чи більше рас належало 3,6 %. Частка іспаномовних становила 1,5 % від усіх жителів.
За віковим діапазоном населення розподілялося таким чином: 23,2 % — особи молодші 18 років, 65,3 % — особи у віці 18—64 років, 11,5 % — особи у віці 65 років та старші. Медіана віку мешканця становила 42,3 року. На 100 осіб жіночої статі у переписній місцевості припадало 105,0 чоловіків;  на 100 жінок у віці від 18 років та старших — 97,5 чоловіків також старших 18 років.
За межею бідності перебувало 48,5 % осіб, у тому числі 34,8 % дітей у віці до 18 років та 56,9 % осіб у віці 65 років та старших.
Цивільне працевлаштоване населення становило 198 осіб. Основні галузі зайнятості: транспорт — 33,8 %, мистецтво, розваги та відпочинок — 29,3 %, освіта, охорона здоров'я та соціальна допомога — 20,7 %, науковці, спеціалісти, менеджери — 12,1 %.